# Byrrhoidea
Nadčeleď Byrrhoidea zahrnuje několik čeledí brouků, většina z nich žije ve vodě nebo je s vodním prostředím úzce spjata. Kromě nadčeledi Hydrophiloidea, je většina všežravých vodních brouků v této nadčeledi. Tyto čeledi byly tradičně zařazovány jako zvláštní nadčeleď Dryopoidea, která už neexistuje. Většina druhů jsou malí brouci (<1 cm), zbarvení převážně tmavě hnědě nebo černě.